# Fidel Prado Duque
Fidel Prado Duque ( Madrid, 14 de marzo de 1891 – Ibidem, 17 de agosto de 1970) fue un escritor y periodista español.

## Biografía
Comenzó su actividad literaria como letrista de cuplés, siendo una de sus obras más conocidas El novio de la muerte, con música de Juan Costa Casals, que posteriormente se adoptó como canción de la legión española, aunque no es su himno oficial. Como periodista fue el redactor de la columna Calendario de Talia en El Heraldo de Madrid, un periódico de ideología liberal que dejó de publicarse en 1939 al producirse la derrota de la Segunda República Española en la Guerra Civil. 
Posteriormente, y bajo los seudónimos P. Duke, F. P. Duke y W. Martyn, escribió gran cantidad de novelas sentimentales que se publicaron en la colección Banda Azul de la editorial Valenciana, y en la colección de Novelas Especialmente Dedicadas a la Mujer de la editorial Hispano Americana de Ediciones, S. A. A partir de 1940 se dedicó al género de las novelas del oeste, llegando a escribir más de mil que se publicaron en diferentes colecciones populares, entre ellas Rodeo, de editorial Cíes. 

## Selección de obras
- Colección Servicio Secreto: Una mano en la sombra (133), Con pasaporte robado (31), Héroes anónimos (39), El secreto del tratado de química (43), Un capitán de comandos (90), Doble triunfo (94), Traficantes de muerte (122), La contraseña (384), El cheque falsificado (388).
- El vengador del mundo (1944). Serie de historietas de ciencia ficción con dibujos de Edmundo Marculeta publicadas por editorial Valenciana.[5]
- Biblioteca Iris. Serie oeste (1944-1945): Buck, el vengador, Cuadrilla de bandidos, El lobo del desierto, El tigre de la "laguna roja", El valle trágico, Hasta el último aliento, La ley del colt, Los pastos sangrientos, Rio Grande.